# Фролов, Сергей Николаевич (тренер)
Серге́й Никола́евич Фроло́в (8 июля 1959 — 18 августа 2024) — российский ватерпольный тренер, в последнее десятилетие XX века возглавлял женскую сборную России, которую привёл к бронзовым медалям Олимпийских игр 2000 года. Заслуженный тренер России (1996).

## Карьера
В 1980 году окончил Государственный центральный институт физической культуры.
С 1992 по 1995 и с 1997 по 2000 год возглавлял женскую сборную России по водному поло. Под его руководством команда стала серебряным призёром Кубка мира 1997, серебряным призёром чемпионатов Европы 1993 и 1997, бронзовым призёром чемпионата Европы 1999 и обладателем бронзы Олимпийских игр 2000 года.
С 1983 года много лет работал главным тренером команды СКИФ — двукратного обладателя Кубка европейских чемпионов 1997 и 1999, пятикратного финалиста розыгрыша Кубка европейских чемпионов с 1996 по 2000 год, многократного чемпиона России и обладательниц Кубков России. Руководил клубом ЦСП «Измайлово».
Умер 18 августа 2024 года после тяжёлой продолжительной болезни в возрасте 65 лет.
На молодёжном чемпионате Европы 1998 сборная России под его руководством заняла 2-е место.
Профессор кафедры теории и методики спортивного и синхронного плавания, аквааэробики, прыжков в воду и водного поло Российского государственного университета физической культуры.
Наставник Вероники Вахитовой, Полины Кемпф, Елены Котанчян, Алёны Сержантовой и Анастасии Федотовой, ставших чемпионками Европейских игр 2015.